# St. Francis (Kansas)
St. Francis é uma cidade localizada no estado americano de Kansas, no Condado de Cheyenne.
É a cidade natal do astronauta Ronald Evans, tripulante da missão Apollo 17, a última a pousar na Lua, em dezembro de 1972.

## Demografia
Segundo o censo americano de 2000, a sua população era de 1497 habitantes.

## Geografia
De acordo com o United States Census Bureau tem uma área de 2,2 km², dos quais 2,2 km² cobertos por terra e 0,0 km² cobertos por água.

## Localidades na vizinhança
O diagrama seguinte representa as localidades num raio de 48 km ao redor de St. Francis.